# Mexicali
Mexicali (Spanisch: [mexiˈkali] ) ist die Hauptstadt und nach Tijuana zweitgrößte Stadt des Bundesstaates Baja California in Mexiko und hatte 689.775 Einwohner zum Stand der Volkszählung 2010. Der Name der Stadt ist ein Kunstwort aus México und California (vergleiche Calexico). Sie liegt im nördlichen Teil des Staates, an der Grenze zum US-Bundesstaat Kalifornien ca. 150 km östlich von San Diego. Die Stadt ist Verwaltungssitz des Municipio Mexicali und Sitz des Bistums Mexicali.

## Beschreibung
Die Stadt lebt vor allem von der Verarbeitung der im Umland angebauten Baumwolle. Weitere Arbeitsmöglichkeiten bieten zahlreiche US-amerikanische und internationale Unternehmen, z. B. Kenworth LKW, Sony, Pepsi Cola Company (mit Frito-Lay/Sabritas; Herstellung von Kartoffelchips und anderen Snacks), die sich in Mexicali niedergelassen haben. Vorteile sind für diese Unternehmen die billigen mexikanischen Arbeitskräfte und die direkte Nähe zur Grenze der USA und damit zum Ballungsraum San Diego. Auch die Entfernungen zu San Francisco und Los Angeles sind nicht groß.
Ähnlich wie die mexikanische Stadt Tijuana ist Mexicali Sprungbrett für viele Mexikaner, die auf der Suche nach dem „Amerikanischen Traum“ illegal in die USA einreisen wollen. Dies wird dadurch begünstigt, dass die Stadt direkt an der Grenze liegt. Viele der Zugereisten scheitern bei der illegalen Grenzüberschreitung und stranden dauerhaft in der Stadt.
Mexicali hat einen internationalen Flughafen, der von Aeroméxico und Volaris angeflogen wird.
Mexicali ist die Schwesterstadt von Calexico auf US-amerikanischer Seite, die ebenfalls einen Namen hat, der Kalifornien und Mexiko kombiniert.
Am 4. April 2010 war die Stadt von einem Erdbeben der Stärke 7,2 in Baja California betroffen.

## Bevölkerung
Bevölkerungsentwicklung der Stadt
| Jahr | Einwohnerzahl |
| ---- | ------------- |
| 1990 | 438.377       |
| 1995 | 505.016       |
| 2000 | 549.873       |
| 2005 | 653.046       |
| 2010 | 689.775       |
| 2014 | 730.800       |

Bevölkerungsentwicklung der Metropolregion
| Jahr | Einwohnerzahl |
| ---- | ------------- |
| 1950 | 66.000        |
| 1960 | 175.000       |
| 1970 | 266.000       |
| 1980 | 343.000       |
| 1990 | 606.000       |
| 2000 | 770.000       |
| 2010 | 938.000       |
| 2017 | 1.063.000     |

## Klima
|                       | Jan  | Feb  | Mär  | Apr  | Mai  | Jun  | Jul  | Aug  | Sep  | Okt  | Nov  | Dez  |   |      |
| Mittl. Tagesmax. (°C) | 20,3 | 23,1 | 25,8 | 29,7 | 34,7 | 40,1 | 42,2 | 41,4 | 38,2 | 32,0 | 24,9 | 20,3 | ⌀ | 31,1 |
| Mittl. Tagesmin. (°C) | 6,0  | 8,0  | 10,3 | 13,1 | 16,8 | 21,2 | 25,6 | 25,6 | 22,4 | 16,3 | 9,6  | 5,8  | ⌀ | 15,1 |
|                       |      |      |      |      |      |      |      |      |      |      |      |      |   |      |
| Niederschlag (mm)     | 11,4 | 8,2  | 8,3  | 1,8  | 0,9  | 0,4  | 4,9  | 12,4 | 9,9  | 8,9  | 3,8  | 13,2 | Σ | 84,1 |
|                       |      |      |      |      |      |      |      |      |      |      |      |      |   |      |
| Regentage (d)         | 2,3  | 2,1  | 2,1  | 0,5  | 0,4  | 0,1  | 0,9  | 1,5  | 1,1  | 0,9  | 1,0  | 2,1  | Σ | 15   |

| 6,0 |

| 8,0 |

| 10,3 |

| 13,1 |

| 16,8 |

| 21,2 |

| 25,6 |

| 25,6 |

| 22,4 |

| 16,3 |

| 9,6 |

| 5,8 |

| 6,0 |

| 8,0 |

| 10,3 |

| 13,1 |

| 16,8 |

| 21,2 |

| 25,6 |

| 25,6 |

| 22,4 |

| 16,3 |

| 9,6 |

| 5,8 |

## Berühmte Bewohner
- Enrique Camarena (1947–1985), mexikanisch-US-amerikanischer Agent der US-Drug Enforcement Administration (DEA)
- Enriqueta Basilio (1948–2019), Leichtathletin und Parlamentsabgeordnete
- Carlos Girón (1954–2020), Wasserspringer
- Juan Meza (1956–2023), Boxer im Superbantamgewicht
- Gabriel Trujillo Muñoz (* 1958), Schriftsteller
- Jesús José Herrera Quiñonez (* 1961), römisch-katholischer Bischof von Culiacán
- Gilberto Roman (1961–1990), Boxer im Superfliegengewicht
- Jorge Paez (* 1965), Boxer im Federgewicht
- José Fortunato Álvarez Valdéz (1967–2018), römisch-katholischer Geistlicher und Bischof von Gómez Palacio
- Lupita Jones (* 1967), Miss Universe 1991
- Ruben Sanchez Leon (* 1973), Boxer im Fliegengewicht
- Dean Phoenix (* 1974), US-amerikanischer Pornodarsteller
- Denisse López (* 1976), Turnerin[4]
- Alfredo Angulo (* 1982), Boxer im Mittelgewicht
- Luis Álvarez (* 1991), Bogenschütze
- Jorge Enríquez (* 1991), Fußballspieler
- David Carreón (* 1994), Speerwerfer
- Jesús Brigido (* 2001), Fußballspieler

## Städtepartnerschaften
Mexicali unterhält folgende sechs Gemeindepartnerschaften:
| Stadt               | Land                            | seit |
| ------------------- | ------------------------------- | ---- |
| Calexico            | Kalifornien, Vereinigte Staaten | 2004 |
| Coachella           | Kalifornien, Vereinigte Staaten | 2015 |
| El Centro           | Kalifornien, Vereinigte Staaten | 2015 |
| Gumi                | Gyeongsangbuk, Südkorea         | 1998 |
| Nanjing             | Huadong, Volksrepublik China    | 1991 |
| São José dos Campos | São Paulo, Brasilien            | 2011 |